# Good on You Son
Good on You Son è un brano musicale di Mark Knopfler, pubblicato come singolo nel 2018.
Il testo della canzone tratteggia il ritratto di un uomo di umili origini, che ha fatto fortuna dopo essersi trasferito a Los Angeles.
Il cantautore interpreta il pezzo con una Gibson Les Paul.

## Formazione
- Mark Knopfler – chitarra e voce
- Glenn Worf – basso elettrico
- Jim Cox – organo e pianoforte
- Guy Fletcher – tastiere e cori
- Danny Cummings – percussioni
- Nigel Hitchcock – sassofono
- Ian Thomas – batteria
- Lance Ellington, Katie Kissoon e Beverley Skeete – cori